# Сан Антонио, Ла Гранха (Кортазар)
Сан Антонио, Ла Гранха (шп. San Antonio, La Granja) насеље је у Мексику у савезној држави Гванахуато у општини Кортазар. Насеље се налази на надморској висини од 1744 м.

## Становништво
Према подацима из 2010. године у насељу је живео 1 становник.

### Хронологија
| Година       | 2005      | 2010 |
| ------------ | --------- | ---- |
| Становништво | 9 (4 / 5) | 1    |

### Попис
| # | Индикатор                     | Вредност |
| - | ----------------------------- | -------- |
| 1 | Укупно домаћинстава           | 4        |
| 2 | Укупно насељених домаћинстава | 1        |
| 3 | Величина локације             | 1        |